# Treiben

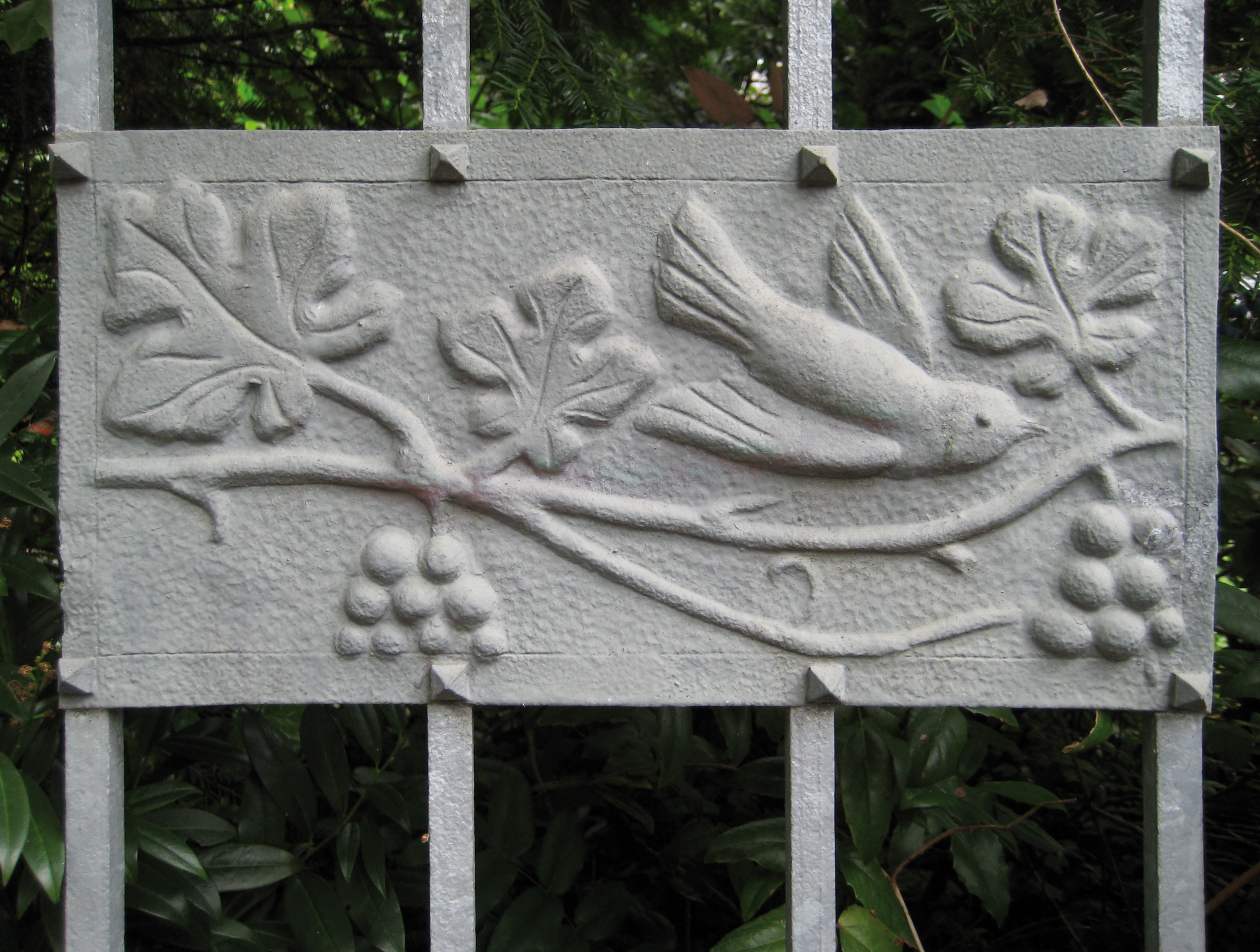
Handwerkliche Treibarbeit in Eisenblech an der Einfriedung einer Villa in Wiesbaden (um 1910)

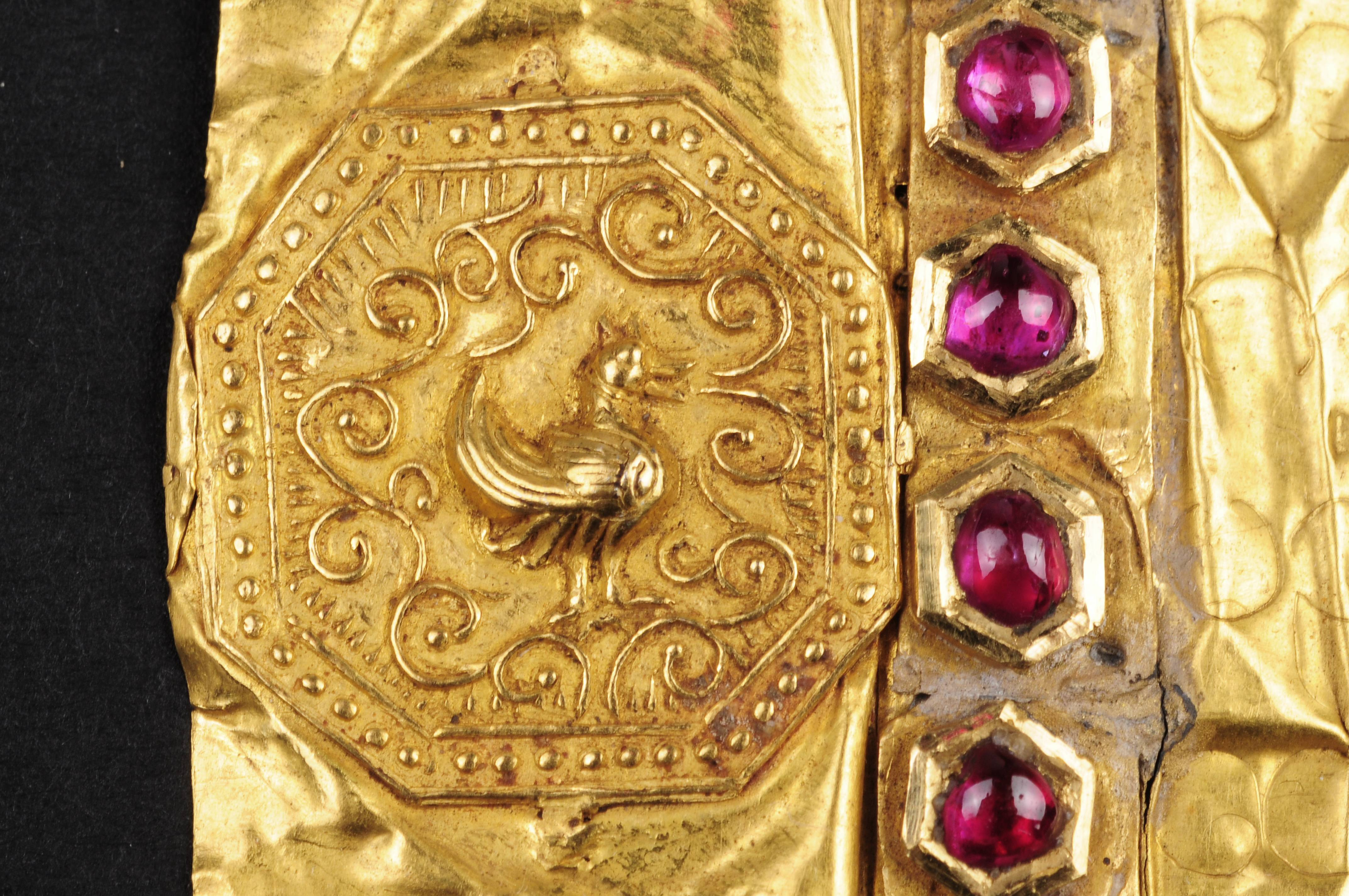
Der mythische Vogel Hamsa, Signet des birmanischen Königs Alaungphaya. Treibarbeit auf dem Goldenen Brief von 1756.

Treiben (auch Treibarbeit) ist ein – künstlerischer oder industrieller – Arbeitsprozess beim Freiformen von Metallen und zählt zu den Umformverfahren.
Beim Treiben wird Blech durch Schläge mit Meißel, Punzen, Schlegel- und Treibhammer plastisch verformt (meist im kalten Zustand). 
Die ins Blech getriebene konkave Verformung wird auf der Rückseite des Blechs als konvexe Form sichtbar. Erleichtert wird die Verformung durch das Arbeiten auf einer nachgiebigen Unterlage. Kunsthandwerker wie Gold- und Silberschmiede verwenden als Unterlage Treibpech oder -kitt, der den Hammerschlägen ausreichenden Widerstand entgegensetzt und nach der Arbeit durch Erhitzen wieder geglättet wird.
Beim künstlerischen Treiben werden Vertiefungen ins Blech getrieben, um auf der Rückseite ein Relief zu erzeugen.
Zum Treiben wird oft weichgeglühtes Blech verwendet. Kupferblech erhärtet während der Bearbeitung durch Kaltverfestigung und muss gegebenenfalls wieder in die ursprünglich entspannte kristalline Struktur zurückversetzt werden (Rekristallisation).
Bereits im Altertum war diese Technik der Metallbearbeitung bekannt. Die Anfänge liegen nach bisherigen Erkenntnissen in Mesopotamien, der ersten Hochkultur der Menschheitsgeschichte. In altägyptischer Zeit wurden hervorragende Werke der Treibtechnik aus Silber, Gold und Bronze geschaffen, die etwa als Grabbeigaben erhalten geblieben sind.

## Technik
Arbeitstechnisch wird zwischen Aufziehen, Tiefziehen, Prellen, Verdrängen und Stauchen unterschieden:
- Aufziehen geschieht durch kreisförmiges Hämmern von der Mitte des Werkstücks aus, wobei spiralförmig zum Rand hin gearbeitet wird.
- Tiefziehen ist das in der Regel industrielle Verfahren, zum Niederdrücken eines unten hohlliegenden Bleches, wobei es das (Ein-) falten des Materials zu verhindern gilt. Eindellen bezeichnet den handwerklichen Vorgang des Treibens in einer Holzmulde.
- Prellen wird verwendet, um enghalsige Gefäße mittels eines Spezialwerkzeugs, einem Prelleisen „auszudellen“, sprich nach außen zu formen. Das Prellen ist eine Hilfsmethode, wenn die normale äußere Bearbeitung mit Treibhämmern selbst im Zusammenspiel mit Punzen nicht mehr möglich ist, vor allem bei einem gewünschten Heraustreiben enghalsiger Hohlkörper, wie zum Beispiel Vasen, Trinkgefäße oder auch andere, etwa als industrielle Prototypen genutzte plastisch verformte Werkstücke. Beim Prellen wirken die Schläge indirekt. Das Prelleisen wird durch Schläge eines leichten Hammers in Schwingungen versetzt, die am abgerundeten Ende des Eisens eine Verformung des Werkstücks bewirken.
- Verdrängen wird gern sowohl beim Treiben, als auch beim Schmieden verwendet, um den Materialquerschnitt auf einer festen Unterlage (Amboss) zu reduzieren.
- Stauchen wird beim Treiben auch Einziehen genannt. Es muss dabei das Faltenschlagen bzw. Reißen des Materials beachtet werden.

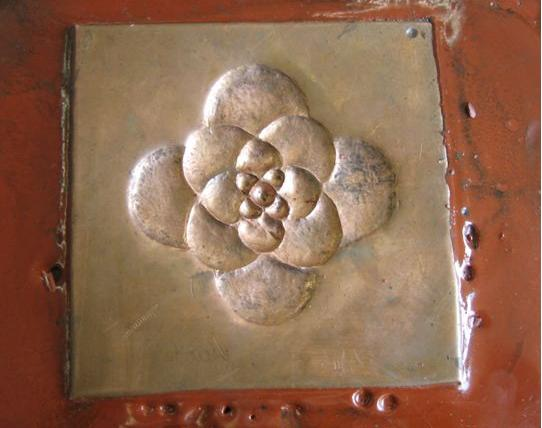
Handwerkliche Treibarbeit. Das Blech liegt dabei im rötlichen Ziselierkitt, der die Verformung des Blechs erlaubt, indem er unter den Schlägen nachgibt.

Das zu treibende Blech oder auch Vollmaterial aus Metall wird etwa mittels eines Treib- oder Schmiedehammers auf der späteren Rückseite bearbeitet und dehnt sich dabei aus. Wenn dies auf einem festen Grund wie dem Amboss bzw. Treibamboss geschieht, so verformt sich dabei eine größere Partie des Blechs zu einer Wölbung. Auf einem nachgiebigen Untergrund ist demgegenüber ein wesentlich feineres und genaueres Arbeiten möglich, vergleichbar mit dem Tiefziehen.
Zum Fertigen eines Reliefs wird das zu bearbeitende Blech zum weiteren Heraustreiben und gegebenenfalls späteren Ziselieren auf Blei oder Kitt gelegt. Hier wird dagegen von der Vorderseite gearbeitet.
Die Bearbeitung geschieht mit Hilfe verschieden geformter Treibhämmer und Punzen oder auch mit diversen Treibstöckeln. Häufig wird dabei eine Anke verwendet. Als Unterlage für künstlerisch freies Arbeiten dient ein Treibsack, ein mit Sand oder ähnlichem Material gefüllter Lederbeutel. Feinere Arbeiten werden durch Einbetten des Bleches in Treibkitt und anschließendes Treiben bzw. Ziselieren mittels kleinerer Werkzeuge erreicht.
Die am besten zum handwerklichen Treiben geeigneten Metalle sind Kupfer und bestimmte Kupferlegierungen, so genannte Knetlegierungen, wie weiche Messing- (zum Beispiel Tombak), Silber- und (aus Kostengründen eher selten) Goldlegierungen. Grundsätzlich eignet sich auch gut Aluminium und rostfreier Edelstahl. Auch die von Natur aus härteren und somit schwieriger zu bearbeitenden Bronze- und Eisenbleche sind selbstverständlich auch zum Treiben geeignet. Letztere sind eher im architektonischen Bereich zu finden.
Nur die Technik des Treibens konnte in früher Zeit zum Beispiel bei der Herstellung von Gefäßen oder antiken Helmen und vielen anderen angewandt werden. Andere Möglichkeiten gab es zur räumlich-künstlerischen Metallbearbeitung bis in die späte Neuzeit bzw. Moderne nicht, was natürlich auch auf Alltagsgegenstände, wie Töpfe oder große Kessel zutraf. Das bekannte Verfahren des Gießens wurde in der Regel aus Kostengründen vermieden.
Beim Treibvorgang wird das Kristallgefüge des Metalls gestört, da die Verformung durch handwerklich oder industrielle Bearbeitung (Tiefziehen) die Versetzungsdichte erhöht und das Material kaltverfestigt. Dabei wird das Metall zunehmend härter und spröder, man spricht von Verfestigung. Ein Ausglühen des Bunt- oder legierten Edelmetalls und anschließenden Abkühlen in Wasser zwischen den einzelnen Phasen des Werkvorgangs stellt die ursprüngliche Plastizität wieder her. Dadurch kann wiederholt getrieben werden, bis die endgültige Form erreicht worden ist. Manchmal, zum Beispiel bei der Herstellung von Gefäßen, muss das Werkstück nach dem Erreichen der gewünschten Form noch abgehämmert werden, um eine erneute und gewünschte Verfestigung zum Gebrauch zu erreichen.
Berufe, welche heute noch mit dem Treiben verwandt sind, heißen: Kunstschmied, Schmied, Kupferschmied, Goldschmied, Silberschmied, Spengler (auch Klempner genannt, was nichts mit der umgangssprachlichen Berufsbezeichnung für den Gas- und Wasserinstallateur zu tun hat), Gürtler usw.
Frühere, heute fast ausgestorbene Berufsbezeichnungen, die einen Bezug zum Metalltreiben haben: Grobschmied, Pfannenschmied, Kesselschmied, Waffenschmied, Harnischschmied, Plattner, Blechschmied, Blechner, Rotschmied, Kettenschmied, Schlosser, Werkzeugschmied usw.
Viele Anforderungen an das Treiben von Metall werden heute vom Kunstschmied übernommen. Der Lehrberuf zum bereits in den 1980er Jahren abgeschafften „Kunstschmied“ heißt heute „Metallbauer, Fachrichtung Gestaltung“. In diesem Beruf werden jedoch nicht mehr alle zur Verfügung stehenden grundlegenden Kenntnisse der Metallbearbeitung vermittelt, wie es zum Beispiel bei einer früheren Ausbildung zum (…) -Schmied üblich war.

## Verwendung
Je nach Verwendung kann beim Treiben zum Beispiel ein Relief entstehen. Diese Art der Metallbearbeitung wurde und wird häufig im Kunsthandwerk angewendet. So können hochwertige und zugleich dauerhafte Ornamente oder grafische Darstellungen geschaffen werden. Weiterhin werden einzigartige Schalen, Vasen (zum Beispiel in Aufzieh- und Prelltechnik), Leuchten, Schmuck oder auch Porträts (hier wegen der Detailgenauigkeit in Kupfer oder Edelmetallen) von Kunstschmieden, bzw. Silber- und Goldschmieden gefertigt.

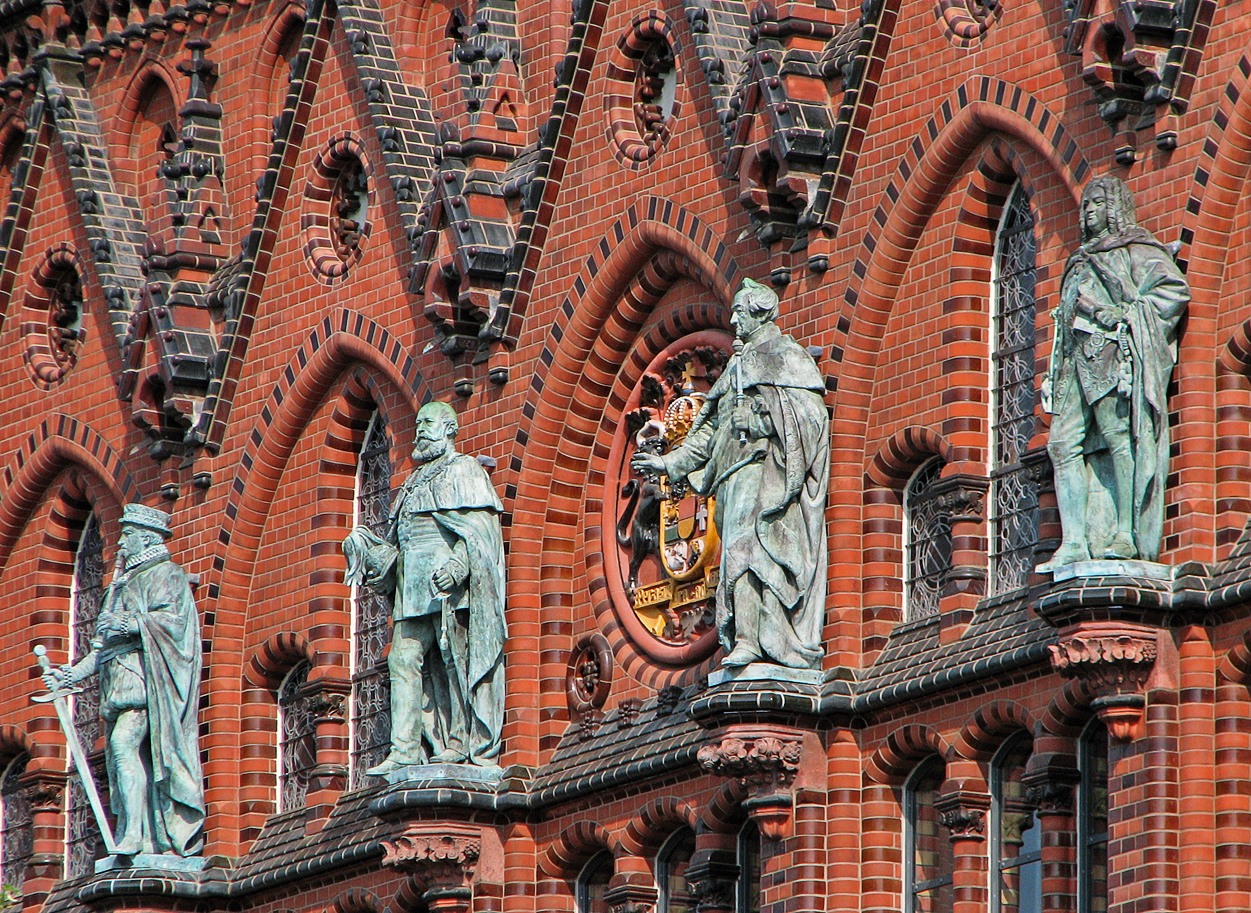
Statuen am Ständehaus Rostock

Vor allem für architektonisch eingebundene Kunst oder Unikate im Designbereich und Kleinserien, spezieller Rohrleitungsbau oder auch im Bereich Restaurierung ist das Treiben von Metall auch heute unverzichtbar.
Nachdem die Autohersteller zunehmend den Anspruch haben, alle je hergestellten Modelle im Museum zeigen zu können, werden vermehrt auch ganze Fahrzeugkarosserien durch Treiben rekonstruiert. Es sind oft Spezialisten mit jahrzehntelanger Erfahrung, die solche Arbeiten durchführen. Schon ein geschwungener Kotflügel benötigt viele tausend Hammerschläge und ist dementsprechend teuer. In früheren Zeiten, also um 1920 bis ca. 1950, gab es sog. mechanische Treibhämmer unter anderem zum Herstellen gerundeter Karosserieteile für Autos. Das waren Maschinen, die sehr schnell leichtere Schläge auf das im kalten Zustand zu bearbeitende dünne (Stahl-)Blech ausführten und nur durch erfahrene Meister bedient werden konnten.
Ein Beispiel zur Verwendung von Vollmaterial in Bezug zum Treiben findet sich in der Geschichte des Tobiashammers in Thüringen. Hier wurden mit einem historisch wasserradgetriebenen Schwanzhammers bis zum Zusammenbruch der DDR 1989 Kessel, Pfannen aber vor allem Kesselpauken aus einem Stück produziert, deren Klang bis heute einen Maßstab setzt.
Ein heute vielgesehenes Beispiel von getriebenem Metall ist zum Beispiel der Rahmen des goldenen M im McDonald’s-Leuchtzeichen. Es wird aus einer geraden L-förmigen Stahlleiste getrieben.
Noch populärer dürfte die Freiheitsstatue in New York sein, deren Hülle aus 2,57 mm starken Kupferblechen getrieben wurde. Oder auch die Quadriga aus 2 mm Kupfer auf dem Brandenburger Tor in Berlin – geschaffen 1793 von dem Kupferschmied Emanuel Jury nach einem Entwurf von Johann Gottfried Schadow.
Gerade in Berlin kann man weiter viele herausragende Beispiele figuraler Treibkunst zum Beispiel auf den Giebeln des Gendarmenmarktes oder auch auf dem Museum für Kommunikation bewundern. Durch den Zweiten Weltkrieg komplett zerstört, wurden die bis sechs Meter hohen Kupfer–Plastiken in den 1970er bis 1990er Jahren durch den Berliner Kunstschmied und Metallbildhauer Achim Kühn originalgetreu rekonstruiert.